# Montserrat Vidal-Barraquer i Flaquer
Montserrat Vidal-Barraquer i Flaquer (Barcelona, 1902- 20 de febrer de 1992) fou una fotògrafa catalana especialitzada en temes costumistes sobre els treballs del camp i del mar. Va fer fotografia fins als vuitanta anys i va deixar una col·lecció de més de 21.000 negatius. Era neboda de l'arquebisbe de Tarragona, Francesc Vidal i Barraquer.

## Biografia
Va néixer a Barcelona l'any 1902, i era filla de Rita Flaquer i de Josep Vidal i Barraquer, germà de l'arquebisbe de Tarragona Francesc Vidal i Barraquer. La seva mare va morir poc després i el seu pare es va casar amb Montserrat Marfà, amb la qual van tenir set fills, quatre nois i tres noies.
Va créixer en un ambient familiar molt interessat en la fotografia i la seva prematura afició per la fotografia, va ser la causa que als deu anys li regalessin la primera càmera que va posseir.
Va estudiar fins als 18 anys al col·legi del Sagrat Cor de Barcelona, on la seva tia Paula, germana del pare, era religiosa.
Va romandre sempre soltera vivint amb tres germans solters també.
La família va alternar les estades entre la seva casa a Sarrià (Barcelona) i Cambrils, on passaven l'estiu i en temps de recol·lecció de les collites de les seves finques agràries al poble.
Era en aquest entorn rural on captava amb les seves càmeres Leica els paisatges dels camps i del mar de Tarragona. Era corrent veure-la anar de passeig a les finques que la família tenia en el terme municipal Cambrils.
Tenia predilecció per treballar temes d'aire costumista, com ara les feines agrícoles i de la mar. Més tard, es dedicà sovint a fer fotos de festes populars i folklòriques, concerts i festes d'església. El seu material conté una gran quantitat de fotografies familiars, però en canvi no li agradava gens ser fotografiada.
Va ser una dona molt integrada a la societat barcelonina i en associacions de caràcter cultural. Va ser sòcia dels Amics dels Museus de Catalunya, de l'Orfeó Català, de Dames de la Creu Roja i de l'Agrupació Fotogràfica de Catalunya on es va fer sòcia a mitjans dels anys 1950 i va ser una de les primeres dones que en va formar part. Sempre anava amb dues preparades i a punt per fer fotos. Treballava la fotografia en blanc i negre, ja que mai no va sentir gaire interès per la fotografia en color, i tenia laboratori propi a casa per revelar i positivar les fotos.
L'any 1973 va formar part del grup que va fundar l'Agrupació Fotogràfica Cambrils.
La seva tasca va merèixer un comentari a l'anuari Photography Year Book de 1975-1976 del Regne Unit. Va continuar fent fotos fins als vuitanta anys. La família Vidal-Barraquer ha cedit tot el seu material fotogràfic a l'Arxiu Nacional de Catalunya el 2018 on poden ser consultades lliurement segons les condicions de la institució.
A Reus, l'any 2013 van crear un concurs fotogràfic amb el seu nom.